# Alpha Coronae Borealis

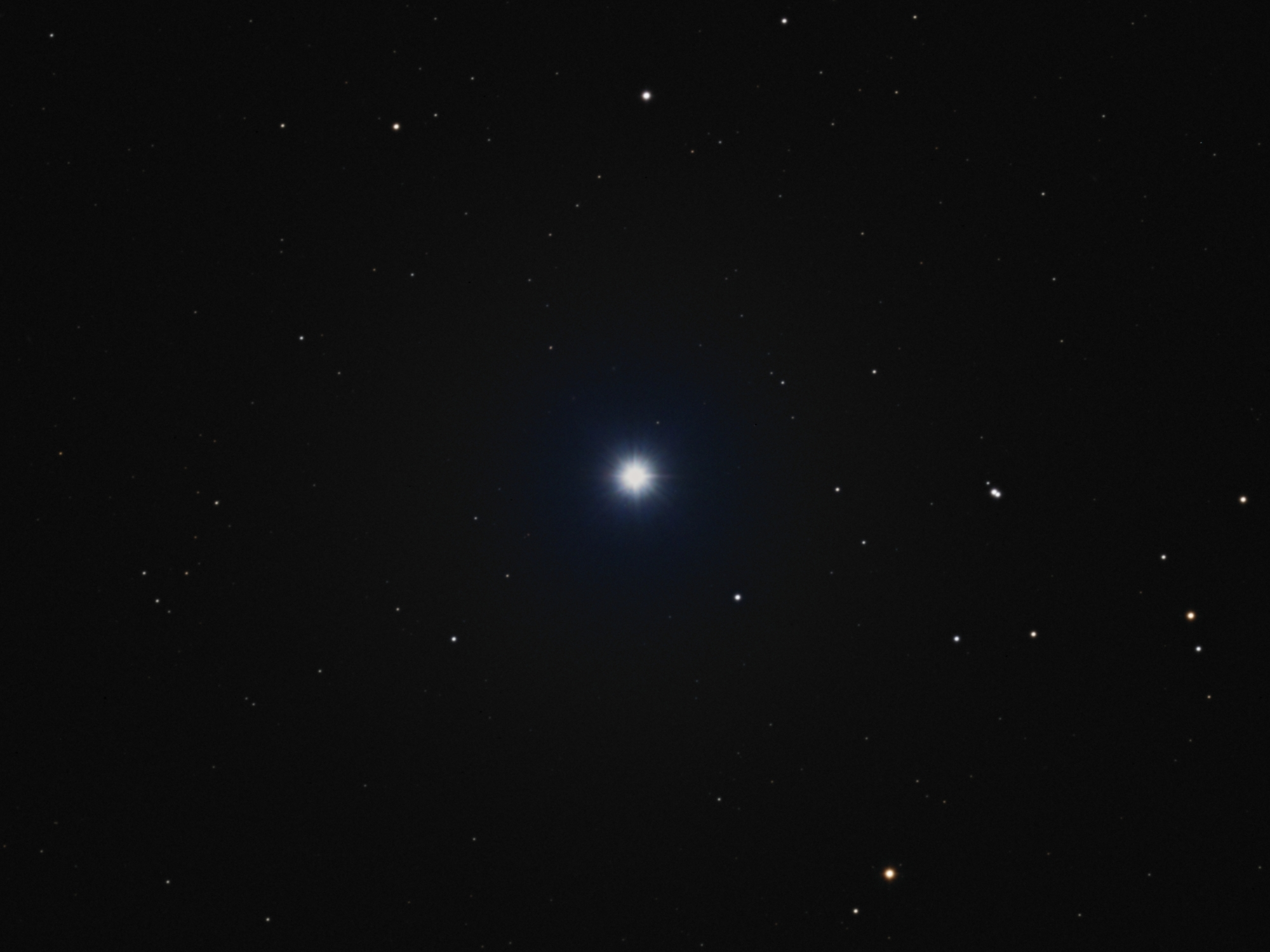
Alpha Coronae Borealis

Alpha Coronae Borealis (Alphecca, Alphacca, Alphekka, Gemma, Gnosia, Gnosia Stella Coronae, Asteroth, Ashtaroth, 5 Coronae Borealis) é uma estrela na direção da Corona Borealis. Possui uma ascensão reta de 15h 34m 41.19s e uma declinação de +26° 42′ 53.7″. Sua magnitude aparente é igual a 2.22. Considerando sua distância de 75 anos-luz em relação à Terra, sua magnitude absoluta é igual a 0.42. Pertence à classe espectral A0V. É uma estrela variável algol.